# Ван Ли (лингвист)
Ван Ли (кит. упр. 王力, пиньинь Wáng Lì, 10 августа 1900 — 3 мая 1986) — китайский лингвист, считающийся основателем современной китайской лингвистики.

## Биография
Хакка по национальности. Родился в бедной, но образованной семье. Самоучка. Поступил в Университет Цинхуа в 1927 году, где преподавателями были Чжао Юаньжэнь и Лян Цичао. В том же году, воодушевлённый Лян Цичао, отправился изучать лингвистику в Париж, где посвятил себя изучению фонологии и посещал лекции по теоретической лингвистике Жозефа Вандри. Ван получил степень PhD в Парижском университете за эксперименты с тонами Бобайского диалекта идя по стопам Лю Баннуна.
Во время пребывания в Париже занимался переводами произведений французской литературы на китайский язык. По возвращении на родину продолжал переводы, включая пьесы Мольера и «Цветы зла» Бодлера, на вэньянь.
Вернулся в Китай в 1932 году и начал преподавательскую карьеру. До Второй японо-китайской войны преподавал в университете Цинхуа. С 1939 по 1940 год учился во Французском институте Дальнего Востока во Вьетнаме, изучая вьетнамский язык, который помог Вану в изучении исторической китайской фонологии. В 1946 году начал преподавание в университете имени Сунь Ятсена; одним из его студентов был Майкл Халлидей. С 1948 года работал в Университете Линнань. С 1954 года до своей смерти преподавал в Пекинском университете.
Ван Ли опубликовал более 40 монографий и почти 200 статей в журналах и сборниках. Некоторые его книги используются как учебники в университетах Китая.

## Труды
- 漢語詩律學 (Метрика китайской поэзии) (1958)
- 古代漢語 (Древнекитайский язык) (1962, главный редактор)
- 漢語史稿 (Эссе по истории китайского языка) (1980)
- 同源字典 (Словарь мировых фамилий) (1997)
- 王力古漢語字典 (Словарь иероглифов классического китайского языка) (2000, завершено посмертно)

## Внешние ссылки
- Биография
- Биография и библиография
- Wang Li (1937). Zhongguo yin yun xue
- 中国古代文化常识